# Seznam bolgarskih slikarjev
Seznam bolgarskih slikarjev (in kiparjev).

## A
- Gavril Atanasov
- Nikola Avramov

## B
- Georgi Baev
- Zlatju Bojadžijev
- Ilija Beškov
- Georgi Božilov

## C
- Christo (Kristjo Javašev) (1935-2020) (medn./amer. konceptualni umetnik)

## Č
- Georgi Čapkanov (kipar)

## D
- Ljubomir Dalčev (1902-2002) (slikar, kipar ...)
- Krum Damjanov (kipar)
- Boris Denev
- Stefan Despodov
- Vladimir Dimitrov - Maistora
- Nikolay Diulgheroff/Nikolaj Djulgerov (1901-1982) (bolgarsko-italijanski)

## E
- Vaska Emanuilova (kiparka)

## F
- Georgi Filin (kipar)
- Ivan Funev (kipar)

## G
- Genko Genkov?
- Penčo Georgiev
- Dimităr Gjudženov
- Elza Goeva

## J
- Mara Josifova ?

## K
- Nikola Kanov
- Elena Karamihajlova
- Dimităr Kirov
- Pavel Kojčev

## L
- Canko Lavrenov
- Ivan Lazarov (kipar)
- Andrej Lekarski
- Mihail Ljutov

## M
- Nikola Marinov (1879-1943)
- Ivan Milev
- Ivan Minekov (kipar)
- Veličko Minekov (kipar)
- Velislav Minekov (kipar)
- Anton Mitov
- Georgi Mitov
- Ivan Mrkvička (češko-bolgarski)

## N
- Nenko Balkanski (1907-1977)
- Vera Nedkova (1908-1996)
- Ivan Nenov (1902-1997)
- Andrej Nikolov (kipar)

## O
- Benčo Obreškov

## P
- Stanislav Pamukčiev
- George (Georgi) Papazov (bolg.-franc.)
- Pascin (Jules Pascin / Julius Mordecai Pincas / bolg.-franc.)
- Viktor Paunov
- Joro Petkov
- Enčo Pironkov
- Vihroni Popnedelev
- Emil Popov (kipar)

## R
- Veždi Rašidov (kipar)
- Ivan Rusev (kipar)
- Svetlin Rusev ?
- Liljana Ruseva

## S
- Ivajlo Savov (kipar)
- Sirak Skitnik
- Rumen Skorčev
- Angel Spasov (1884-1974) (kipar)
- Žeko Spiridonov (kipar)
- Stanju Stamatov

## Š
- Konstantin Štărkelov

## T
- Kristo Tanev (kipar)
- Ceno Todorov (1877-1953)

## U
- Dečko Uzunov

## V
- Marin Vărbanov (u. Peking, 1989)
- Stojan Venev
- Jaroslav Věšín (češko-bolgarski)
- Ivan Vukadinov

## Ž
- Zahari Želev